# William Cushing
William Cushing (Scituate, 1º marzo 1732 – Scituate, 13 settembre 1810) è stato uno dei primi sei giudici associati della Corte suprema degli Stati Uniti d'America.
Nominato dal 1º Presidente degli Stati Uniti George Washington, ricoprì l'incarico dall'istituzione della Corte nel 1789 alla morte.

## Biografia
Fu nominato giudice associato della Corte suprema degli Stati Uniti d'America da George Washington il 24 settembre 1789 in uno dei primi sei seggi autorizzati dal Judiciary Act del 1789. Fu confermato dal Senato il 26 settembre e ricevette l'incarico il 27.
Fra le sue decisioni più importanti c'è il caso Chisholm contro Georgia (1793), che portò alla ratifica dell'XI emendamento della Costituzione
Nominato presidente della Corte da Washington il 26 gennaio 1796, fu confermato dal Senato il giorno successivo, ma rifiutò la nomina a causa dell'età e delle cattive condizioni di salute, rimanendo come giudice associato fino alla morte nel 1810.